# Grube Hohenzollern
Die Grube Hohenzollern  ist eine ehemalige Eisen-Grube des Bensberger Erzreviers im Stadtteil Gronau von Bergisch Gladbach und im Stadtteil Dellbrück von Köln. Aufgrund eines Mutungsgesuchs mit dem Namen „Mein Nichts“ vom 14. November 1854 erfolgte die Verleihung des Grubenfeldes am 5. Oktober 1856 mit dem Namen Hohenzollern auf Eisenstein. Das Grubenfeld Hohenzollern erstreckte sich von Duckterath über Schlodderdich bis nach Strunden. Hinter dem letzten Haus auf der Mülheimer Straße in Richtung Köln-Dellbrück geht nach Südwesten ein Wanderweg in den Thielenbruch hinein. Nach etwa 100 m kommt man an eine Kreuzung. Geht man von hier noch einige Schritte weiter, kommt man zum Fundpunkt der Grube Hohenzollern im so genannten Tiefenbruch. Das Gelände weist nach Süden mehrere, zum Teil größere Pingen auf.